# Limone sul Garda
Limone sul Garda là một đô thị thuộc tỉnh Brescia thuộc vùng Lombardia bên bờ hồ Garde.
Đô thị này có diện tích 26 km2, dân số 1034 người. 
Malcesine (VR), Molina di Ledro (TN), Riva del Garda (TN), Tremosine